# Социјална идентификација
Социјална идентификација је процес идентификације са одређеном групом у заједници којој појединац припада или шире. То је, за разлику од индивидуалне, идентификација са групом, при чему се појединац толико снажно осећа припадником групе да некритички прихвата њене идеје, веровања, обичаје или верску и политичку оријентацију.